# Vanessa (djur)
Vanessa är ett släkte av fjärilar som beskrevs av Fabricius 1807. Vanessa ingår i familjen praktfjärilar.

## Bildgalleri

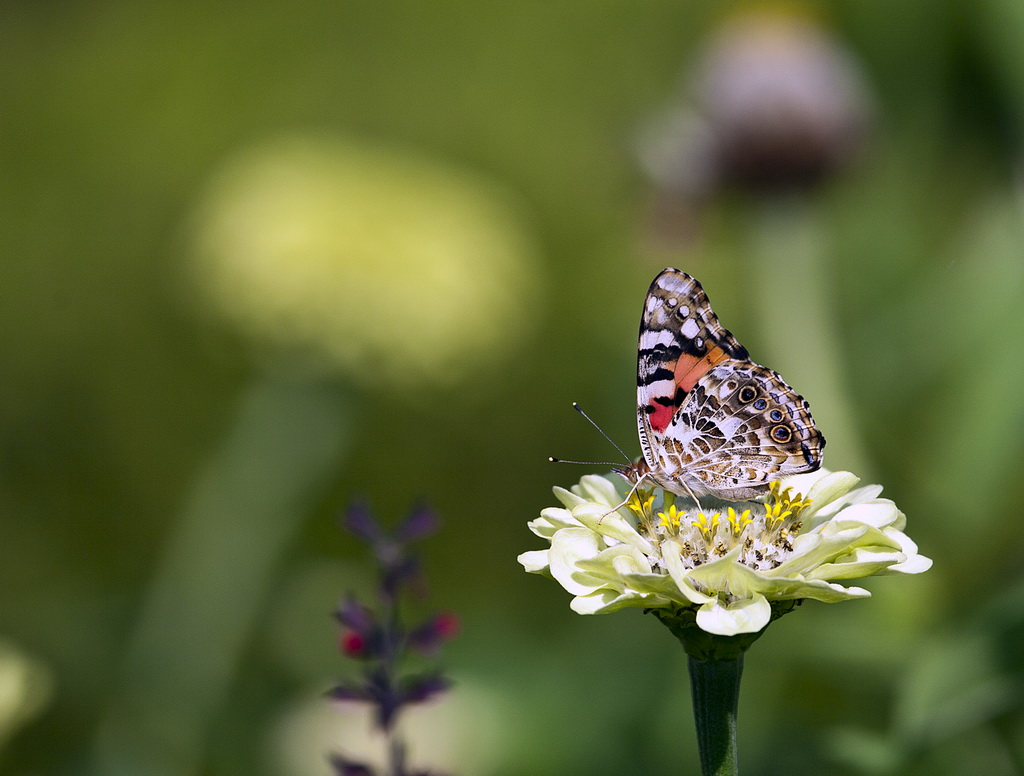
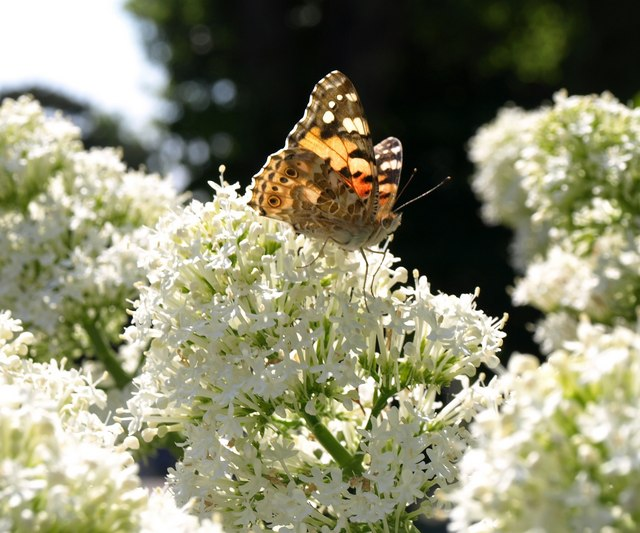
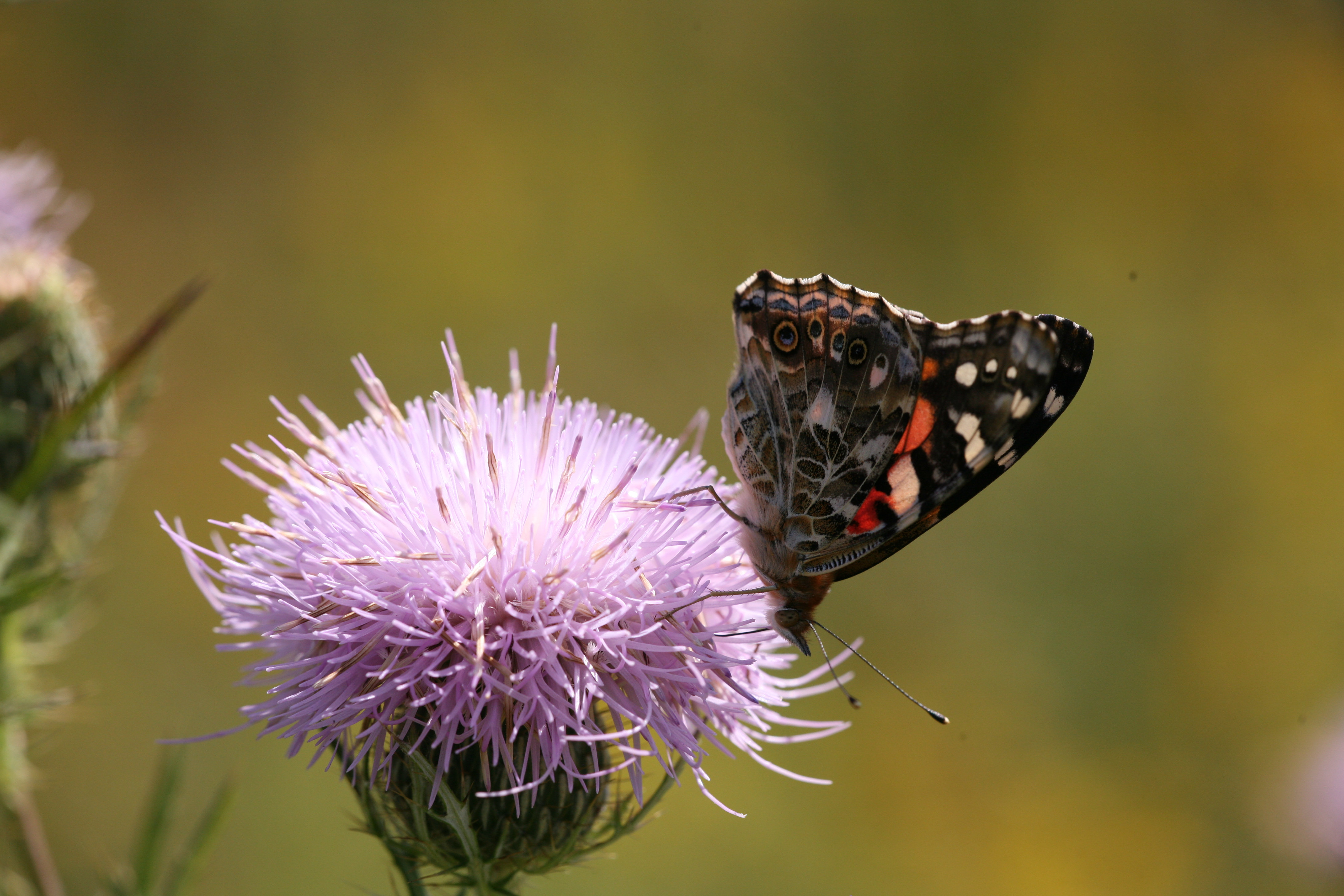
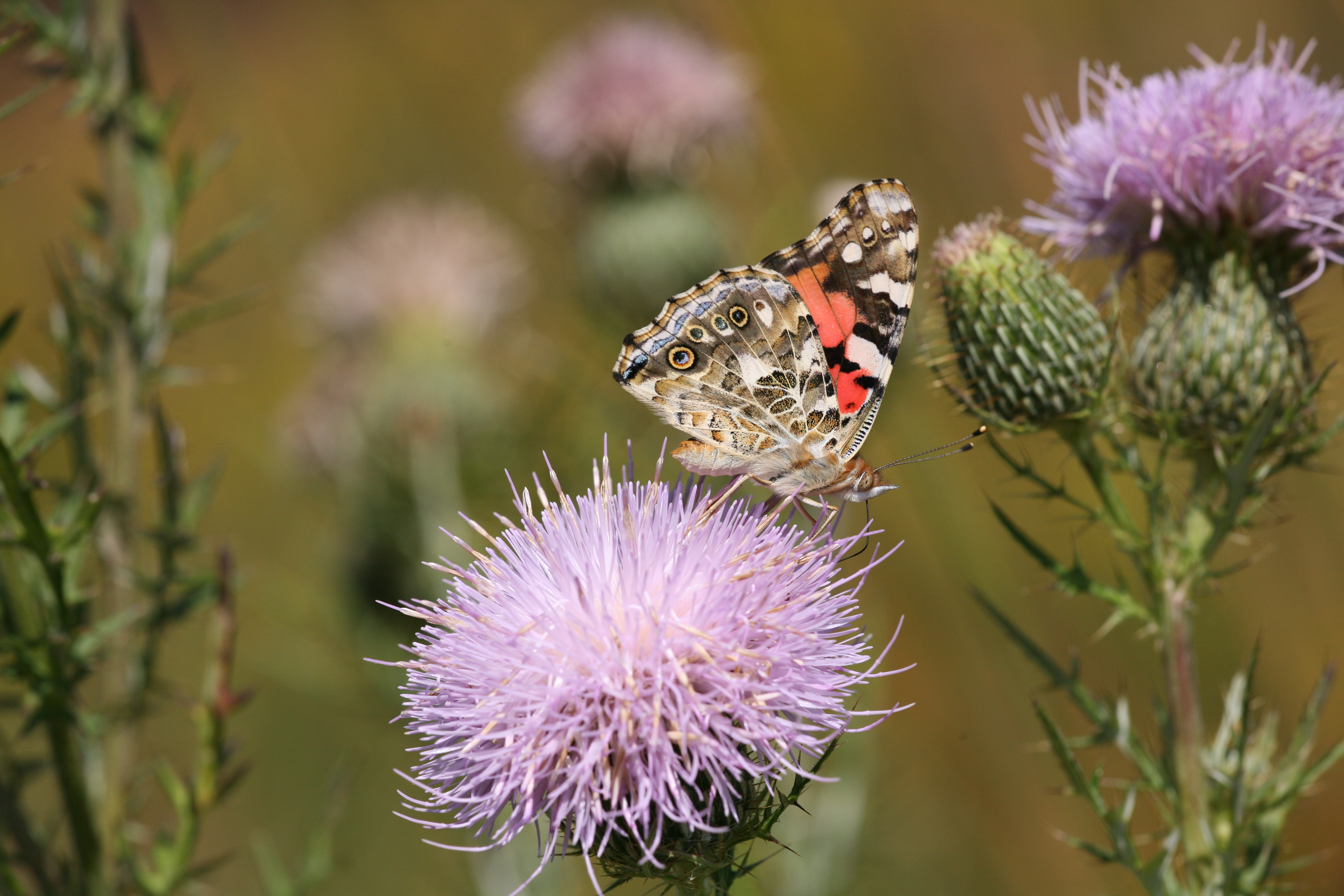
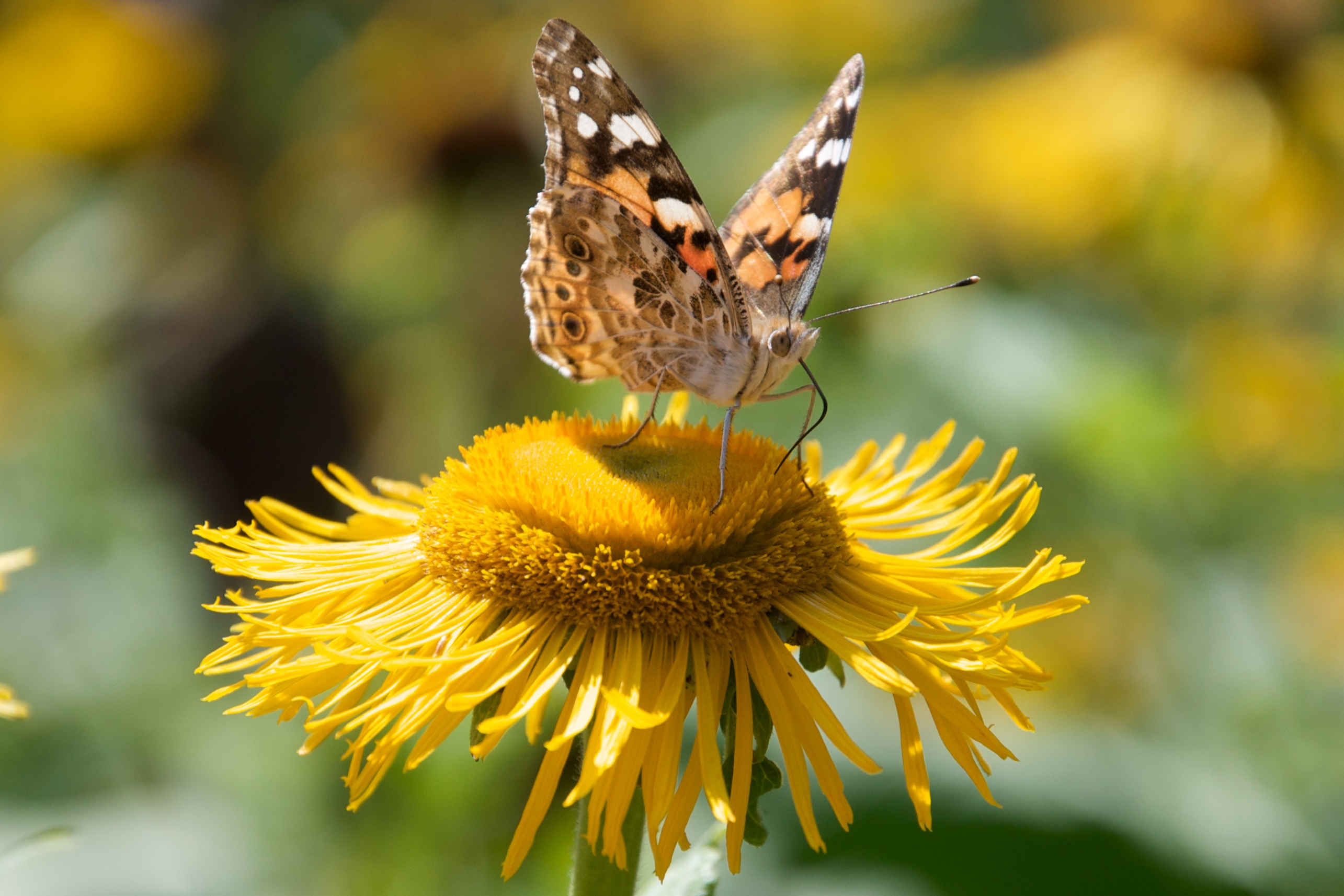
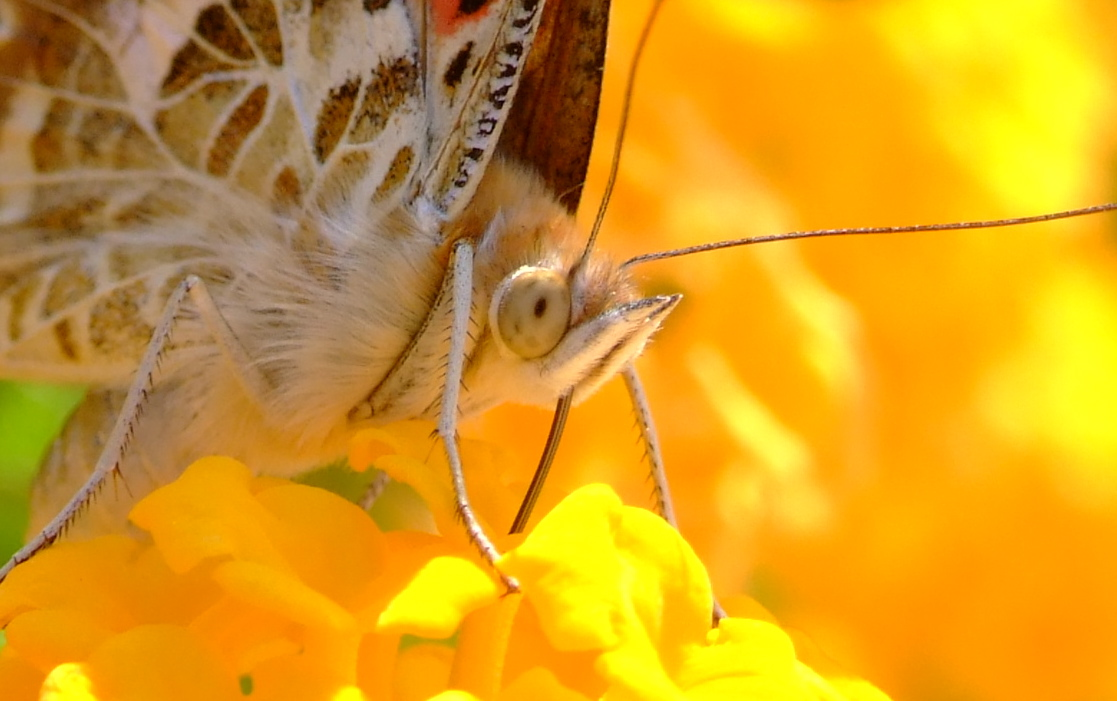

## Dottertaxa tillVanessa, i alfabetisk ordning[1][2]
- Vanessa admiralis
- Vanessa aesis
- Vanessa aestiva
- Vanessa albimaculata
- Vanessa angustifasciata
- Vanessa ardea
- Vanessa arilon
- Vanessa asakurae
- Vanessa atalanta
- Vanessa atovina
- Vanessa battakana
- Vanessa benguetana
- Vanessa bipunctata
- Vanessa buana
- Vanessa caerulocellata
- Vanessa callirhoe
- Vanessa canace
- Vanessa carmencitai
- Vanessa cardui
- Vanessa caschmirensis
- Vanessa charonia
- Vanessa charonides
- Vanessa chinganensis
- Vanessa connexa
- Vanessa cyanomelas
- Vanessa cyanosticta
- Vanessa cyclops
- Vanessa daemona
- Vanessa dejeani
- Vanessa dewalschei
- Vanessa drilon
- Vanessa dulcinea
- Vanessa edwardsi
- Vanessa eos
- Vanessa flava
- Vanessa flavescens
- Vanessa flavomaculata
- Vanessa fracta
- Vanessa fuscescens
- Vanessa gertrudesae
- Vanessa glauconia
- Vanessa haronica
- Vanessa hiemalis
- Vanessa himalaya
- Vanessa horishanus
- Vanessa indica
- Vanessa infranigrans
- Vanessa ishima
- Vanessa italica
- Vanessa javanica
- Vanessa karaganica
- Vanessa klemensiewiczi
- Vanessa klymene
- Vanessa largomarginata
- Vanessa mandarina
- Vanessa maniliana
- Vanessa martha
- Vanessa merrifieldi
- Vanessa merrifieldoides
- Vanessa millierei
- Vanessa mounseyi
- Vanessa no-japonicum
- Vanessa nubicola
- Vanessa occidentalis
- Vanessa ocellata
- Vanessa ochrobrunnea
- Vanessa octocyanea
- Vanessa pallida
- Vanessa perakana
- Vanessa pholoe
- Vanessa reducta
- Vanessa rubra
- Vanessa rubria
- Vanessa sambaluna
- Vanessa siphnos
- Vanessa sordida
- Vanessa sulphurea
- Vanessa testacea
- Vanessa umbrosa
- Vanessa virescens
- Vanessa viridis
- Vanessa vulcania